# Protestantyzm w Egipcie
Protestantyzm w Egipcie – reprezentowany jest przez szereg wyznań. Jakkolwiek wolność religijna chrześcijan jest w Egipcie ograniczona przez władze państwowe, obecnie wolno Kościołom protestanckim wznosić własne domy modlitwy. Roczny przyrost wiernych Kościołów protestanckich wynosi 1,4%, a więc jest niższy od przyrostu wiernych religii muzułmańskiej. Łącznie w Egipcie mieszka około 700 tysięcy protestantów (0,8% ludności). W Egipcie działa również Koptyjska Ewangelicka Organizacja Pomocy Socjalnej.

## Kościoły protestanckie w Egipcie
Ewangelicki Kościół Egiptu (Synod Nilu) (Evangelical Church of Egypt względnie: Evangelical Presbyterian Church in Egypt), zwany również Koptyjskim Kościołem Ewangelickim, jest największą i najstarszą denominacją protestancką w Egipcie, liczącą 335 tysięcy wiernych. Teologicznie Ewangelicki Kościół Egiptu wyznaje klasyczny kalwinizm, zaś zorganizowany jest według modelu prezbiteriańskiego. Kościół prowadzi w Kairze seminarium teologiczne pn. Evangelical Presbyterian Seminary in Cairo.
Egipskich metodystów zrzesza Wolny Kościół Metodystyczny, posiadający 44 tysięcy wiernych. Anglikanizm reprezentowany jest w Egipcie przez Episkopalny Kościół w Jerozolimie i na Bliskim Wschodzie, który w kraju tym liczy 4 tysiące wiernych.
Protestantyzm ewangelikalny reprezentowany jest w Egipcie przez społeczność braci plymuckich, która posiada 27,5 tysięcy wiernych oraz ruch zielonoświątkowy (236 000), w skład którego wchodzą cztery denominacje: Zbory Boże (195 tysięcy wiernych), Zielonoświątkowy Kościół Boży (9750 wiernych), Zielonoświątkowy Kościół Świętości oraz Kościół Bożych Proroctw.
Egipska Konwencja Baptystyczna liczy 2250 ochrzczonych członków i około drugie tyle łącznie z dziećmi i sympatykami. 
Wśród innych wyznań protestanckich, w Egipcie działa m.in. Kościół Adwentystów Dnia Siódmego zrzeszający 852 wiernych.